# Schlachtgeschwader 101
101-ша штурмова ескадра (нім. Schlachtgeschwader 101 (SG 101) — ескадра штурмової авіації Люфтваффе за часів Другої світової війни. Основним завданням ескадри, озброєної штурмовиками Henschel Hs 129 і пізніше Focke-Wulf Fw 190, була безпосередня авіаційна підтримка військ на полі бою, боротьба з танками. Протягом всього існування ескадра слугувала навчальним центром підготовки пілотів штурмової авіації й лише незначний час діяла на Західному фронті війни, забезпечуючи оборонні бої німецької армії.

## Історія
101-шу штурмову ескадру було сформовано 1 лютого 1943 року в окупованому французькому місті Реймс (довідка 11 b 30.11c № 7058/43 geh). Штаб був новою формацією: 1-шу групу було сформовано з 4-ї навчальної групи 2-ї льотної школи штурмовиків у Меммінгені з її 1-ю та 4-ю ескадрильями, а 2-гу групу — з 3-ї навчальної групи 2-ї льотної школи штурмовиків у Меммінгені. Ескадра була навчальною одиницею, оснащеною Arado Ar 96, Focke-Wulf Fw 190 та Henschel Hs 129S. Вона підпорядковувалася Вищому командуванню шкіл винищувачів та штурмовиків з точки зору навчання та оперативних обов'язків. У вересні 1943 року 4-ту ескадрилью було переведено до 76-ї штурмової ескадри як нову 8-му ескадрилью, а згодом реорганізовано. У травні 1944 року вся ескадра передислокувалася на аеродроми поблизу Вішау та Брно в Чехії. Після початку вторгнення союзників у Нормандію, I група сформувала оперативну ескадрилью, яка 8 червня була перекинута до Нормандії з 12 бомбардувальниками Junkers Ju 87. Під час розгортання вісім літаків було збито, а один пошкоджено; лише три літаки досягли оперативного аеродрому та брали участь у місіях. II група була розформована 27 грудня 1944 року. Штаб та I група залишили базу поблизу Вішау перед наближенням Східного фронту 17 лютого 1945 року та передислокувалися до окупованої Німеччиною Данії в Ольборг-Вест. Обидві були розформовані там 4 квітня 1945 року.

## Командування

### Командири SG 101
- майор Гельмут Кребс (15 липня — 29 серпня 1943†)
- гауптман Гельмут Фогт (30 серпня — 22 вересня 1943)
- майор Фріц Тран (23 вересня 1943 — 30 червня 1944)
- майор Фрідріх Ланг (1 липня 1944 — 9 лютого 1945)

### Командири I.SG 101
- майор Курт Мюллер (1 лютого — 23 червня 1943)
- гауптман Гельмут Фогт (24 червня — 29 серпня 1943)
- гауптман Йозеф Менапес (30 серпня — 22 вересня 1943)
- гауптман Гельмут Фогт (23 вересня 1943 — 5 січня 1944)
- гауптман Ганс Штольнбергер (18 травня — 10 листопада 1944)
- гауптман Вернер Дедекінд (січень — 4 квітня 1945)

### Командири II.SG 101
- майор Зібелт Ріентс (1 березня — 6 квітня 1943)
- майор Германн Лангеманн (травень — вересень 1943)
- майор Френк Нойберт (10 вересня 1943 — 27 грудня 1944)

## Основні райони базування 101-ї штурмової ескадри

### Основні райони базування SG 101
| 1 лютого 1943 — 4 квітня 1944  | Реймс        | Ar 96, Fw 190, Hs 129 |
| 5 квітня 1944 — 16 лютого 1945 | Вішау        | Ar 96, Fw 190, Hs 129 |
| 16 лютого — 4 квітня 1945      | Ольборг-Вест | Ar 96, Fw 190, Hs 129 |

### Основні райони базування I./SG 101
| 1 лютого 1943 — 4 квітня 1944  | Реймс        | Ar 96, Fw 190, Hs 129 |
| 5 квітня 1944 — 16 лютого 1945 | Вішау        | Ar 96, Fw 190, Hs 129 |
| 16 лютого — 4 квітня 1945      | Ольборг-Вест | Ar 96, Fw 190, Hs 129 |

### Основні райони базування II./SG 101
| 1 березня 1943 — 10 березня 1944 | Париж-Орлі     | Ar 96, Fw 190, Hs 129 |
| 11 березня — квітень 1944        | Клермон-Ферран | Ar 96, Fw 190, Hs 129 |
| квітень — 27 грудня 1944         | Брно           | Ar 96, Fw 190, Hs 129 |